# طحلة
طحلة إحدى قرى مركز بنها التابع لمحافظة القليوبية بجمهورية مصر العربية.

## التاريخ
قرية طحلة من القرى القديمة، حيث وردت باسم «طحلا» في أعمال الشرقية ضمن قرى الروك الصلاحي التي أحصاها ابن مماتي في كتاب قوانين الدواوين، كما وردت باسم «طحلا باخه» في أعمال الشرقية ضمن قرى الروك الناصري التي أحصاها ابن الجيعان في كتاب «التحفة السنية بأسماء البلاد المصرية». وفي العصر العثماني وردت باسم «طحلة» في التربيع العثماني الذي أجراه الوالي العثماني سليمان باشا الخادم في عصر السلطان العثماني سليمان القانوني ضمن قرى ولاية القليوبية، وفي تاريخ 1228هـ/1813م الذي عدّ قرى مصر بعد المسح الذي قام به محمد علي باشا باسم «طحلة» ضمن قرى مديرية القليوبية.

## السكان
بلغ عدد سكان طحلة 11,196 نسمة، حسب الإحصاء الرسمي لعام 2006.